# Joseph Lambert (aventurier)
Pour les articles homonymes, voir Joseph Lambert et Lambert.
Joseph Lambert, également connu sous le nom de Joseph-François Lambert,, est un commerçant et aventurier français né le 14 février 1824 à Redon et mort en septembre 1873 à Mohéli. Il est le frère d'Henri Lambert, explorateur et aventurier comme lui. Intrigant, il fut l'un des rares Européens, avec Jean Laborde, à être admis à la cour de Ranavalona Ire, reine de Madagascar. Il en profita pour fomenter un coup d'État visant à mettre sur le trône le fils de cette dernière, le prince Rakoto. Il meurt aux Comores en 1873, ruiné mais réconcilié avec la reine Fatima de Mohéli, avec laquelle on lui prête une aventure amoureuse.

## Biographie

### Les premières années
Fils d'Amable Joseph Lambert, vérificateur des douanes royales, et de Rosalie Marie Josèphe Duboys de la Retaudière, Joseph François Lambert est né à Redon, Ille-et-Vilaine en 1824.
Il se rend à Maurice, à l'âge de 22 ans, où il épouse une riche veuve et fait fortune en entrant dans le commerce d’esclaves ; il devint propriétaire de l'une des plus vastes plantations de canne à sucre de l'île.
En 1855, il secourt à Madagascar une garnison de troupes Merina menacée par la rébellion d’une tribu côtière à l’encontre de la reine Ranavalona Ire. En récompense, il est invité à une audience royale avec la reine au Rova de Tananarive. Il y rencontre Jean Laborde, un autre Français ayant mis en place une industrie d'armement pour l'armée d'Emyrne. Lambert fit aussi fait la connaissance du fils de la reine et futur héritier, le prince Rakoto.

### La charte Lambert
Selon Lambert, le prince lui donna le droit exclusif d'exploiter tous les minéraux, les forêts et les terres inoccupées de Madagascar en échange d'une redevance de 10 pour cent à l'ordre de la monarchie Merina. Dans les années qui suivront, les Français utiliseront cette « charte Lambert » et une lettre du prince Rakoto à Napoléon III demandant la protection française pour justifier la guerre franco-hova et l'annexion de Madagascar en tant que colonie. La charte Lambert fut signé le 28 juin 1855. L'authenticité des documents a été remise en question et, en tout état de cause, le prince n'avait pas de pouvoir officiel à cette époque et ces actions auraient pu être dangereuses.

### Tentative de coup d’État
Avec ces documents, Lambert se rendit à Londres et à Paris pour tenter d'obtenir l'aide et le soutien à renverser la reine au pouvoir et la remplacer par son fils, Rakoko. Bien qu'aucune aide officielle n’ait été apportée, il retourna à Madagascar en 1857 pour mettre en œuvre le coup d’État lui-même. La globetrotteuse Ida Pfeiffer fut membre de son voyage et ainsi participa involontairement à la tentative de coup d'État, qui finalement échoua. La reine Ranavalona exécuta les Malgaches ayant participé et bannit les Européens impliqués, y compris Lambert, Laborde et Pfeiffer. Lambert retourna à Maurice.

### Compagnie de Madagascar
Après la mort de la reine en 1861, le prince Rakoto lui succéda en tant que roi Radama II, et Lambert y vit sa chance d'avoir l'accord mis en place. Le nouveau roi confirma la charte et lui conféra le titre de « duc d'Emyrne ». Lambert et d’autres hommes d'affaires fondèrent la Compagnie de Madagascar à Paris en tant qu’entreprise exclusive à profiter de la charte. Son titre officiel était Compagnie financière, industrielle et commerciale de Madagascar et elle fut autorisée par décret impérial le 2 mai 1863.
Les privilèges spéciaux accordés à Joseph Lambert et ses partenaires dans le cadre de la Charte Lambert — y compris la mise en œuvre de projets de travaux publics (abattage d'arbres, construction de routes et des canaux, etc.), le contrôle de la frappe de la monnaie, les droits miniers exclusifs et plus encore dans le cadre de la Compagnie de Madagascar — ont été particulièrement controversée. Les préoccupations des citoyens découlent des clauses de l'accord qui aurait permis à la compagnie de Lambert de devenir propriétaires permanente des terres malgaches. Jusqu'à ce jour, des terres malgaches, perçu par la population comme la terre sacrée des ancêtres, ne pouvaient jamais être possédés par des étrangers jusqu'à leur mort, à quel point les terres reviendraient à la couronne. La menace de perdre définitivement une partie du sol sacré malgache aux étrangers a été source de troubles qui ont abouti à une révolution de palais.
Radama II fut assassiné le 12 mai 1863. Le nouveau gouvernement sous la reine Rasoherina et le Premier ministre Rainivoninahitriniony cherchèrent à renégocier la charte, ce qui entraîna d’importants conflits entre la Compagnie de Madagascar et le gouvernement français et d'une part et les autorités Merina d'autre part. Il faudra encore trois décennies et plusieurs interventions françaises pour faire de Madagascar une colonie française. La rupture de la Charte Lambert fut l'un des prétextes à l'engagement militaire français dans la guerre franco-hova qui mena à la conquête française de l'île.
Napoléon III offrit à Joseph Lambert, pour le remercier des services qu'il avait rendu à la France, 10 000 hectares dans l'île de Nossi-Bé ; il y créa deux sucreries en 1865, mais dut faire face à deux révoltes.
Comme la situation à Madagascar était devenue défavorable après la mort de Radama II, Lambert partit à Mohéli dans l'archipel des Comores en 1865, île qu'il dirigera en tant que régent de 1868 à 1871. Il y est inhumé le 22 septembre 1873.